# خايرو بالومينو
خايرو بالومينو (بالإسبانية: Jairo Palomino) هو لاعب كرة قدم كولومبي في مركز الوسط، ولد في 2 أغسطس 1988 في Nechí ‏ في كولومبيا. شارك مع منتخب كولومبيا تحت 20 سنة لكرة القدم ومنتخب كولومبيا لكرة القدم. أما مع النوادي، فقد لعب مع أتلتيكو ناسيونال وأونس كالداس والنادي الأهلي.

## وصلات خارجية
- خايرو بالومينو على موقع قاعدة بيانات كرة القدم.إي يو (الإنجليزية)
- خايرو بالومينو على موقع ناشيونال فوتبول تيمز (الإنجليزية)
- خايرو بالومينو على موقع Soccerway.com (الإنجليزية)
- خايرو بالومينو على موقع AS.com (الإسبانية)